# Edvard Lasota
Edvard Lasota (Třinec, 7. svibnja 1971.) umirovljeni je češki nogometaš, po poziciji vezni igrač. Veći dio karijere proveo je u češkim klubovima kao brnska Zbrojovka i praška Slavia, ali je i jedno kraće vrijeme igrao za talijanske klubove A.C. Reggianu i Salernitanu.

## Reprezentativna karijera
Za Češku nogometnu reprezentaciju nastupio je 15 puta i zabio 2 gola, te osvojio brončanu medalju na Konfederacijskom kupu 1997.

### Statistike
| Godina | Nastupi | Zgodici |
| ------ | ------- | ------- |
| 1995.  | 1       | 0       |
| 1996.  | 1       | 0       |
| 1997.  | 8       | 1       |
| 1998.  | 5       | 1       |
| Ukupno | 15      | 2       |

### Golovi za reprezentaciju
| #  | Nadnevak    | Stadion                                        | Protivnik | Rezultat | Gol | Natjecanje                |
| -- | ----------- | ---------------------------------------------- | --------- | -------- | --- | ------------------------- |
| 1. | 21.12.1997. | Stadion kralja Fahda, Rijad, Saudijska Arabija | Urugvaj   | 1:0      | 1:0 | Konfederacijski kup 1997. |
| 2. | 25.3.1998.  | Andrův stadion, Olomouc, Češka                 | Irska     | 2:1      | 2:1 | Prijateljska utakmica     |

## Vanjske poveznice
- (češ.) Profil i igračke statistike na Fotbal iDnes.cz